# Christopher Price
Pour les articles homonymes, voir Price.
Christopher Mark Ibbotson-Price (né le 21 septembre 1967 dans le Norfolk, mort le 21 avril 2002 à Londres) est un journaliste et animateur de télévision anglais.

## Biographie
Christopher Price est adopté peu après sa naissance. Après la Worth School, il étudie d'abord l'italien à l'université de Reading puis veut devenir journaliste. Il s'inscrit au programme de formation des journalistes de la BBC en 1991.
Il travaille d'abord dans le Berkshire puis à BBC Radio Solent. En mars 1994, il rejoint BBC Radio 5 Live, où il remplace quelquefois Sybil Ruscoe.
Il va à BBC News à son lancement en novembre 1997 et présente la tranche de 10h30. Mais il ne convainc pas sa direction et est retiré au bout de neuf mois. Lui et le producteur Chris Wilson mettent en place l'émission Zero 30.
Le directeur Stuart Murphy apprécie le programme, l'amène sur BBC Choice et le fait devenir l'émission Liquid News qui paraît le 30 mai 2000. En dépit d'une faible audience, l'accueil est bon, Liquid News est l'émission-phare de la chaîne.
Les journaux inspirent la polémique quand ils apprennent le contrat de 280 000 £ pour deux ans. Ce contrat comprend des émissions spéciales pour BBC One, BBC Prime et BBC America. Certains journaux trouvent ce salaire trop élevé pour une chaîne diffusée exclusivement via le numérique. Mais la BBC tient à conserver le potentiel de Price. Dans le même temps, Price en plaisante en disant qu'il ne comprend pas pourquoi les gens voudraient regarder un programme présenté par « un gros chauve homosexuel ». Dans le cadre de l'approbation des programmes de la BBC par le gouvernement, Price et Liquid News sont présentés la pièce maîtresse d'une nouvelle chaîne, BBC Three.
Price présente la dernière édition de Liquid News le 16 avril 2002.
En 2002, Price anime sur BBC One le concours de sélection du Royaume-Uni pour le Concours Eurovision de la chanson ; il présente sur BBC Choice des programmes de présentation.
Avant sa mort, Price a pour projet un jeu et une émission lors du déjeuner sur Channel 4.
En avril 2002, Price s'absente pour une semaine pour une otite aigüe. Il meurt d'une insuffisance cardiaque dans la nuit du 21 avril 2002 causée par la méningoencéphalite, un cas extrêmement rare, causé justement par cette même infection de l'otite aiguë. Le lendemain, comme il ne se présente pas à son travail, ses amis proches Robert Nisbet et Stephanie West se rendent à son appartement et découvrent sa mort.
Des célébrités comme la chanteuse Kylie Minogue, l'acteur comique Ralf Little, l'animatrice Anne Robinson et le journaliste de la BBC Huw Edwards lui rendent hommage. En quelques jours, le site Web de la BBC reçoit plus de 5 000 courriels lui rendant hommage.
Une messe est donnée le 8 mai 2002 au London Oratory suivi d'une cérémonie intime au Mortlake Crematorium.

## Source de la traduction
- (en) Cet article est partiellement ou en totalité issu de l’article de Wikipédia en anglais intitulé « Christopher Price (broadcaster) » (voir la liste des auteurs).